# Gleichtönig

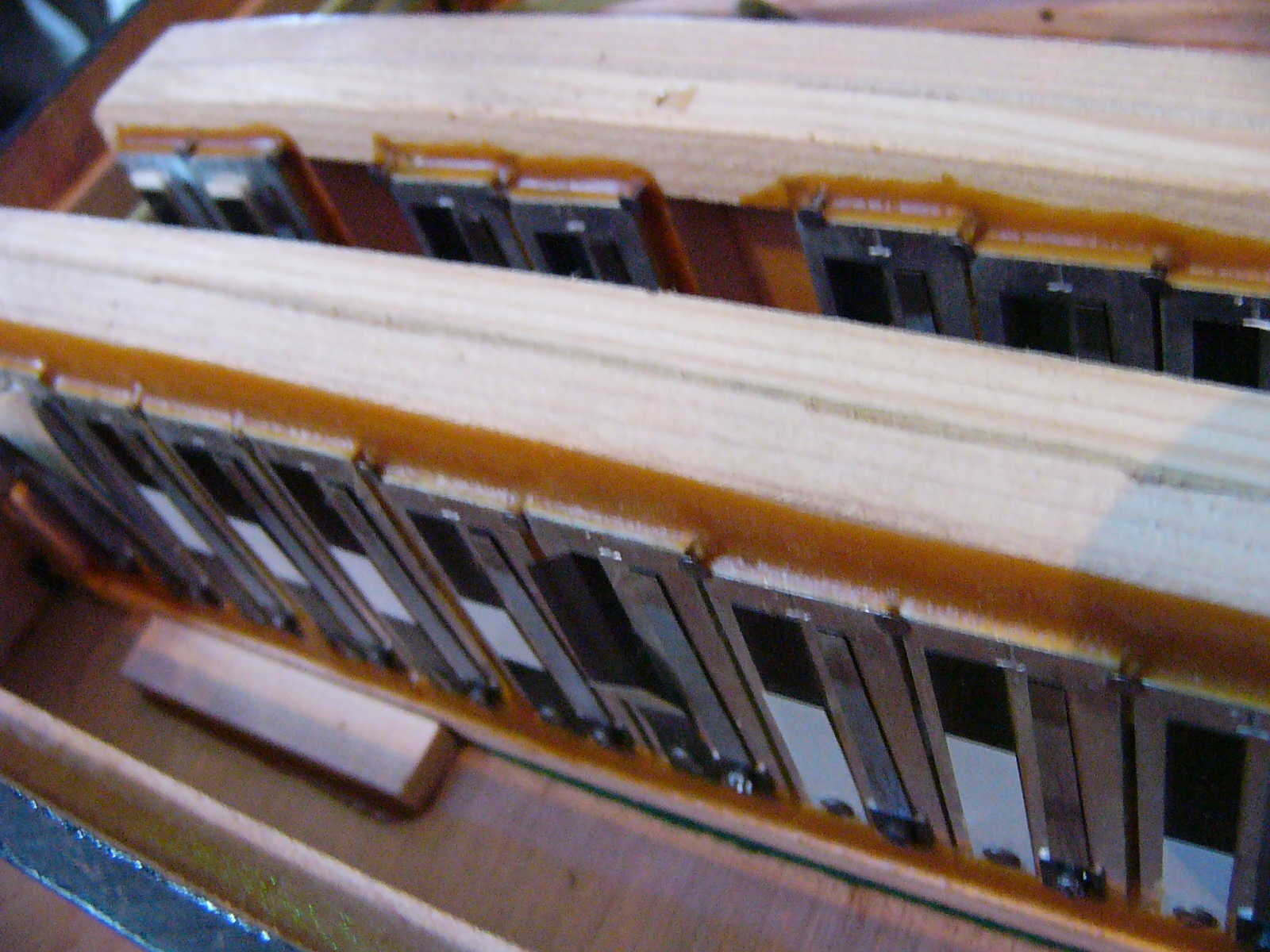
Stimmzungen im Inneren eines Akkordeons

Gleichtönig beschreibt bei Musikinstrumenten ein baulich bedingtes Funktionsmerkmal, dass sich auf die Tastenzuordnung der vorhandenen Töne bezieht. Gleichtönige Instrumente mit Zungen produzieren unabhängig von der Richtung des hindurchströmenden Luftstroms gleiche Töne. Die Tonhöhe ist demnach unabhängig vom Druck und Zug des Blasebalgs. Das Gegenteil von gleichtönig ist wechseltönig.

## Instrumente
Balginstrumente gibt es in gleich- und wechseltöniger Bauweise. Zu den gleichtönigen Akkordeons zählt das Knopfakkordeon, die Schrammelharmonika, das Chromatische Knopfakkordeon, das russische Bajan, ebenso das Garmon sowie das Pianoakkordeon und dessen Variante, das Bassakkordeon. Des Weiteren ist die English Concertina gleichtönig. Das Bandoneon gibt es in gleichtönig und wechseltönig.

## Geschichte
Viele britische Hersteller produzierten seit den 1830er Jahren gleichtönige Concertinas. Um 1870 wurde die Schrammelharmonika im Gleichtonprinzip gebaut, eventuell schon ab 1854. Sie gilt als Vorläufer aller heutigen Gleichton-Akkordeons. 1891 folgte ein Patent für ein beidseitig gleichtöniges Einzelton-'Handharmonium'. Die 1896 patentierte Schweizer Conzertina entspricht dem ersten gleichtönigen Bandoneon.

## Vorteile
Das Erlernen eines gleichtönigen Instruments gestaltet sich in der Regel einfacher als ein wechseltöniges. Bei einem gleichtönigen Instrument muss pro Anschlag nur ein Ton gelernt werden, bei einem wechseltönigen mindestens zwei.